# Vice Versa
Vice Versa er en britisk stumfilm fra 1916 af Maurice Elvey.

## Medvirkende
- Charles Rock - Paul Bultitude
- Douglas Munro - Marmaduke Paradine
- Guy Newall - Dick Bultitude
- Edward O'Neill - Doctor Grimstone